# Seo Woo
Seo Woo (nacida Kim Moon-joo; Seúl, 7 de julio de 1985) es una actriz surcoreana.

## Carrera
En junio de 2016, firmó un contrato de exclusividad con Cube Entertainment.
Su primer papel importante tuvo lugar en la película Crush and Blush (2008). Es conocida por sus papeles en las películas Paju y La empleada doméstica, así como sus interpretaciones en los dramas Tamra, la isla, Cinderella's Sister y las Llamas del Deseo.

## Filmografía

### Cine
| Año  | Título          | Papel        | Notas      |
| ---- | --------------- | ------------ | ---------- |
| 2007 | My Son          | Yeo-il       |            |
| 2008 | A School Rep.   | Sun-ah       | short film |
| 2008 | Crush and Blush | Seo Jong-hee |            |
| 2009 | Handphone       | (cameo)      |            |
| 2009 | Paju            | Choi Eun-mo  |            |
| 2010 | The Housemaid   | Hae-ra       |            |

### Serie de televisión
| Año  | Título                              | Papel                                   | Red  |
| ---- | ----------------------------------- | --------------------------------------- | ---- |
| 2007 | Kimchi Cheese Smile                 | Seo Woo                                 | MBC  |
| 2009 | Tamra, the Island                   | Jang Beo-jin                            | MBC  |
| 2010 | Cinderella's Sister                 | Goo Hyo-sun                             | KBS2 |
| 2010 | Flames of Desire                    | Baek Soo-bin/Baek In-ki                 | MBC  |
| 2011 | If Tomorrow Comes                   | Yoon Eun-chae                           | SBS  |
| 2012 | Knock                               | Jung-hwa                                | MBN  |
| 2012 | Glass Mask                          | Kang Yi-kyung/Seo Jung-ha               | tvN  |
| 2013 | The King's Daughter, Soo Baek-hyang | Seol-hee                                | MBC  |
| 2015 | Late Night Restaurant               | Doctora Hyo Jin (invitada, episodio 12) | SBS  |